# Ford Royale
La Royale es una perua derivada del Ford Versailles, producida por Ford entre 1992 y 1996. Fue creada en la época de la Autolatina, unión entre Ford y Volkswagen de Brasil que duró de 1987 a 1995, y que preveía intercambios de tecnologías e incluso modelos enteros. Fue el caso de Royale, que en realidad era una Volkswagen Quantum con detalles retrabajados para integrarse a la gama Ford, pero sin dejar la estructura de la entonces marca-compañera. En realidad, tanto Royale como el Versailles eran producidos en la fábrica de Volkswagen.
La asociación tenía como estrategia lanzar las versiones de dos y cuatro puertas una para cada marca, evitando así el llamado canibalismo interno de ventas. La idea era dejar la carrocería tres puertas a Royale simbolizando homenaje a su predecesora, Belina, que vendió bien con esa configuración por todo su ciclo de vida. Pero las diferentes costumbres de la década de 1990 hicieron a Royale amargar ventas siempre menores que a las de la "hermana original" de VW, hecho que en realidad se repitió con todos los modelos de tecnología híbrida entre los dos fabricantes.
Algunos años después, Royale llegó a recibir una leve reutilización siguiendo su variación sedán, y finalmente recibió también la opción de las cinco puertas. Estos ligeros cambios tenían el objetivo de integrarlos un poco más a la línea Ford que entonces comenzaba a adoptar nuevos estándares en Europa, pero también coincidieron con los momentos finales de la Autolatina. Esto llevó al final de la producción del modelo después de cinco años en línea, para ser reemplazado indirectamente por el Ford Mondeo Wagon.

## Versiones
- GL 1.8/1.8i
- GL 2.0/2.0i
- Ghia 2.0/2.0i

- Datos: Q5467923
- Multimedia: Ford Royale / Q5467923